# Afèresi
L'afèresi és un fenomen fonètic que consisteix en la supressió d'un so o d'una síl·laba àtons al començament d'una paraula o frase.
Un exemple diacrònic en català seria: llat. EPISCOPUS > bisbe (amb pèrdua de la vocal inicial).
En català i en posició inicial de mot és freqüent d'elidir la vocal -a: * ribar per arribar, * nem per anem.
Aquest escurçament pot concernir un mot de la frase, en la llengua oral informal "dia!" per 'bon dia!" (com en francès "jour!" per "bonjour!" o en anglès "good morning" en simplement "morning".)
L'afèresi té un fenomen equivalent, simètric i especular: la inserció de la vocal en posició inicial; per exemple: moto/* amoto, 
ràdio/* arràdio...
L'elisió es produeix per la falsa segmentació de la cadena parlada. És un fenomen en regressió, a conseqüència de l'expansió de la llengua normativa.